# Hudson Bay Mountain
De Hudson Bay Mountain is een berg van 1650 meter hoog in de Canadese provincie Brits-Columbia, aan het dal van de rivier de Bulkley. Aan de voet van de berg ligt de plaats Smithers. Aan de noordzijde van de berg ligt de Toboggan Glacier en aan de oostzijde de Hudson Bay Glacier. Op de berg bevindt zich een skioord met 36 pistes.